# Sattelzugomnibus

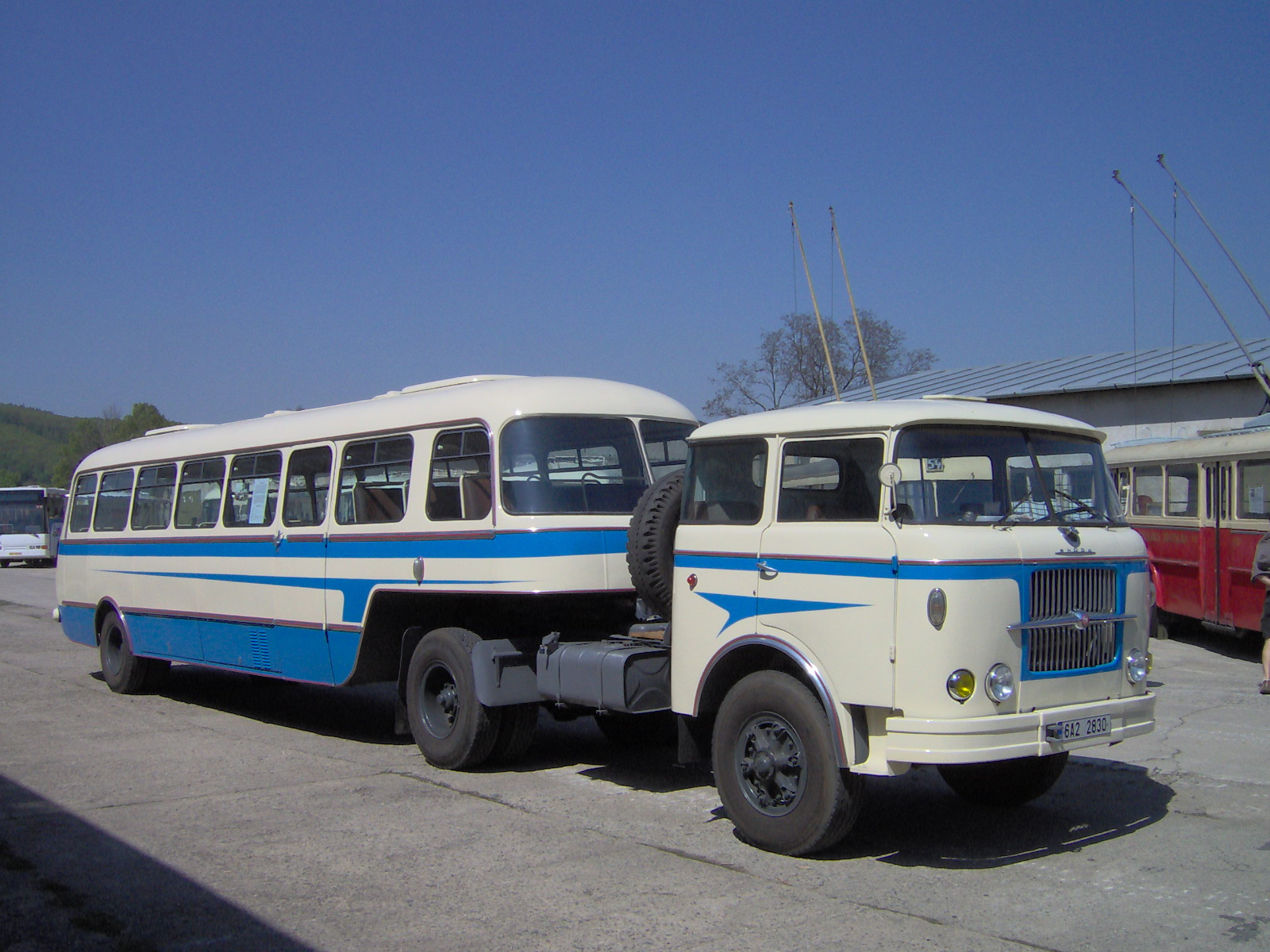
Tschechoslowakischer Omnibus-Sattelauflieger Karosa NO 80 mit Škoda-Sattelzugmaschine

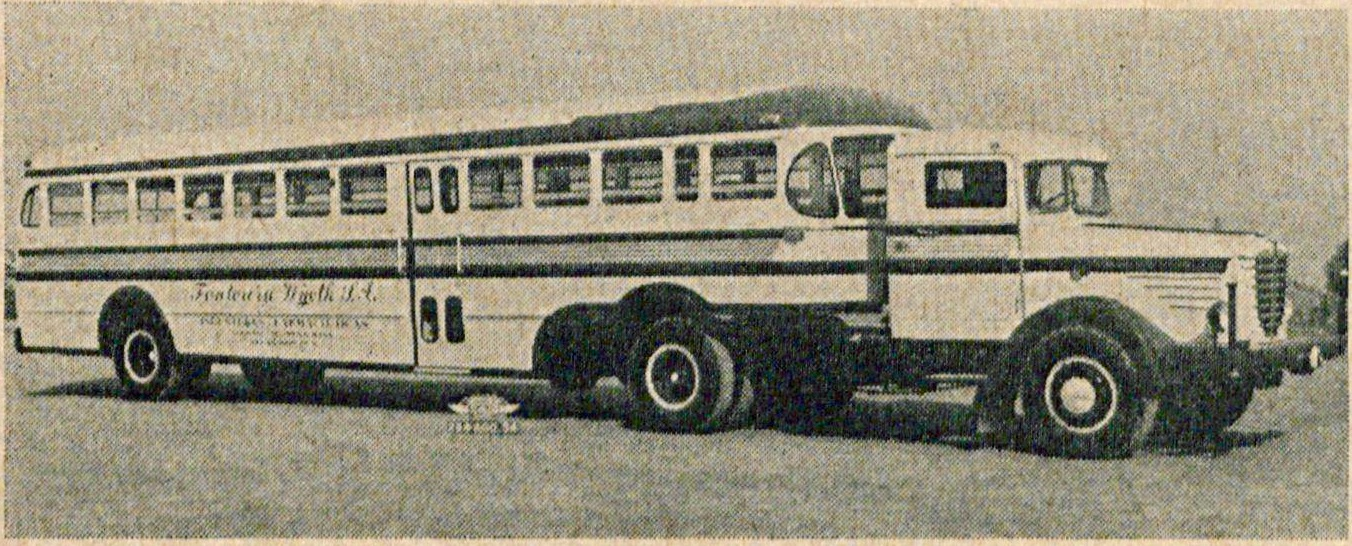
Büssing Sattelzugomnibus in Brasilien (1954).

Ein Sattelzugomnibus, auch Sattelomnibus, Sattelbus bzw. auf Kuba auch Camello (Kamelbus) genannt, ist eine Mischform zwischen einem Sattelzug und einem Omnibus. Bei ihm wird eine herkömmliche Sattelzugmaschine mit einem speziellen Sattelauflieger für die Personenbeförderung kombiniert. Aufgrund ihrer Länge haben Sattelzugomnibusse eine größere Beförderungskapazität als Solobusse, weitere Vorteile sind die bauartbedingte Anwendung der Niederflurtechnik sowie die Nutzungsmöglichkeit der verwendeten Zugmaschinen auch für den Gütertransport.
Ebenfalls eine Kombination aus Lastkraftwagen und Omnibus stellen die sogenannten Kombinationsbusse dar, die gleichzeitig Güter und Personen befördern können.

## Geschichte

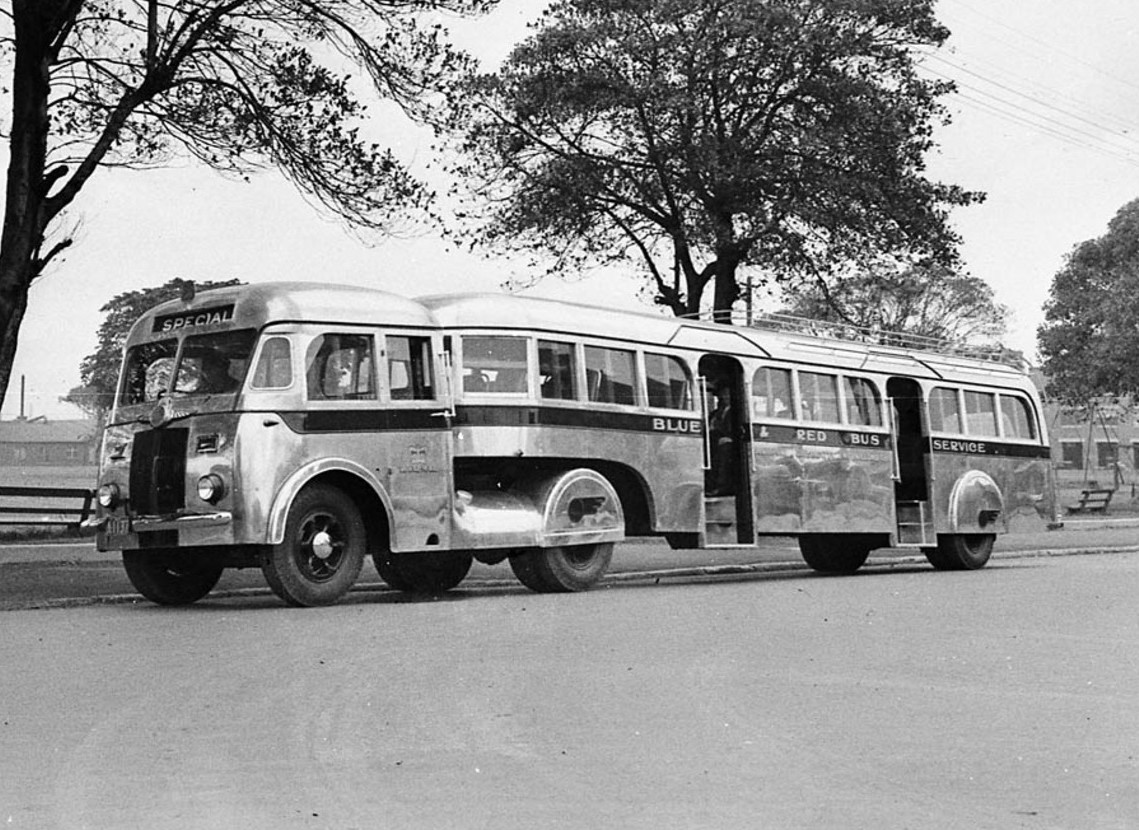
Sattelzugomnibus in New South Wales, vor 1954

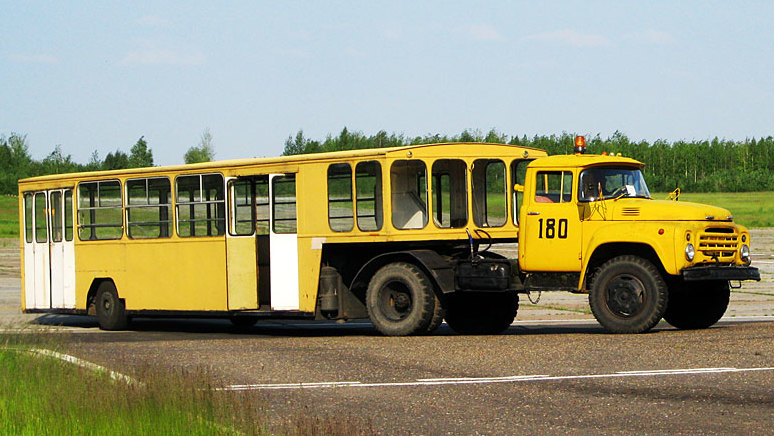
Russischer Vorfeldbus APPA-4 auf dem Flughafen Streschewoi in der Oblast Tomsk

Die ersten Fahrzeuge dieser Art wurden um 1900 gebaut, bekannt ist ein Sattelschlepper-Omnibus mit einer französischen De-Dion-Bouton-Zugmaschine. In den Niederlanden und in Deutschland wurden solche Fahrzeuge ab den 1920er Jahren gebaut. Van Doorne’s Automobiel Fabriek (DAF) in Eindhoven konstruierte 1928 einen Bus-Auflieger, der mit einer US-amerikanischen Federal-Zugmaschine geschleppt wurde. In Deutschland entstanden Sattelauflieger von Karosseriebauunternehmen wie Käßbohrer in Ulm oder Lindner in Ammendorf (bei Halle) mit Sattelzugmaschinen der Büssing-Typen SS und DS oder anderen Nutzfahrzeug-Herstellern wie Ford, Hanomag, Opel, Daimler-Benz. Die 1930er Jahre waren die Hauptzeit für Sattelschlepper-Omnibusse.
Dabei gab es vereinzelt auch doppelstöckige Varianten. So wurde 1938 bei der Werdauer Fahrzeugfabrik Schumann nach einer Idee von Alfred Bockemühl und Herrn Zehnder für den Stadtverkehr Dresden ein doppelstöckiger Omnibus-Sattelauflieger für 100 Fahrgäste hergestellt, dessen Zugmaschine ein Opel Blitz mit 3,5-t-Fahrgestell mit spezieller großer Kabine war. Das Leergewicht des Sattelaufliegers betrug 10,9 t, das der Zugmaschine nur 1,9 t. Dieser Bus kann auch nach heutigen Gesichtspunkten als Niederflurfahrzeug gelten, so hatte der Fußboden des Unterdecks keine Stufen, die Höhe an den beiden Türen lag bei 350 mm. Der Auflieger hatte zwei Treppen, eine gerade links über der hinteren der beiden Achsen, die andere abgewinkelt über dem Sattelteller. Bis Mai 1940 legte der Prototyp 51.600 km zurück. Es zeigten sich noch einige Verbesserungsmöglichkeiten. Der Serienbau von Doppeldeck-Sattelzugomnibussen wurde zwar in Auftrag gegeben, unterblieb jedoch wegen des inzwischen stattfindenden Zweiten Weltkriegs. Nur vier ebenfalls bestellte Eindeck-Sattelauflieger wurden um 1941 noch nach Dresden geliefert. Auf dem Dach dieser ebenfalls niederflurigen Auflieger wurden dann Behälter (Ballon-Hüllen) für unverdichtetes Stadtgas montiert, das wegen Mangel an Benzin zum Antrieb der Verbrennungsmotoren der Zugfahrzeuge diente. Der Doppeldeck- und zwei der Eindeck-Sattelzugomnibusse verbrannten beim Bombenangriff auf die Stadt im Februar 1945 im Busbahnhof Naußlitz. Die beiden erhaltenen Eindeckbusse gelangten nach Berlin und wurden dort ab 1952 bei der BVG-Ost und ab 1956 beim VEB Verkehrsbetrieb Schöneiche–Rüdersdorf eingesetzt.

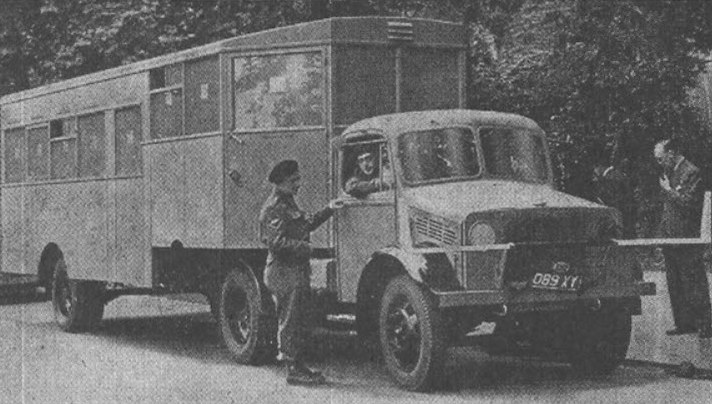
Bevin-Bus

In Großbritannien wurden während des Zweiten Weltkriegs Sattelzugomnibusse im weitläufigen Gelände von Munitionsfabriken eingesetzt, um im werksinternen Verkehr die Mitarbeiter zu transportieren. Sie bestanden aus einer Bedford-OXC-Zugmaschine und einem Sattelauflieger-Fahrgestell der British Trailer Co. mit Aufbau von Roe. Die nach dem damaligen britischen Arbeitsminister Ernest Bevin als Bevin-Busse bezeichneten Fahrzeuge boten 50 Sitzplätze und zehn Stehplätze. Zwei dieser Sattelzugomnibusse wurden von 1942 bis 1944 in Liverpool eingesetzt, bevor sie zu mobilen Kantinen umgebaut wurden.
Direkt nach dem Krieg 1945 bestellte die Niederländische Eisenbahngesellschaft 250 Sattelzugmaschinen mit 6-Zylinder-Dieselmotor beim britischen Nutzfahrzeughersteller Crossley und 240 Omnibussattelauflieger bei DAF mit Aufbauten von Verheul in Waddinxveen bzw. Werkspoor in Utrecht. Da die Zugfahrzeuge von Crossley noch nicht zur Verfügung standen als 1946 die ersten Auflieger geliefert wurden, kamen zunächst andere Zugmaschinen (Volvo) zum Einsatz. 1946 wurden 170 Auflieger geliefert, 1947 weitere 70. Später folgten noch einige Nachlieferungen, jedoch wurde diese große Anzahl von Sattelzugbussen bereits 1950 wieder ausgemustert. Einige dieser markanten Fahrzeuge gelangten über die „Ostpriesterhilfe“ als Kapellenwagen nach Deutschland.
Alternativen zu den Sattelzugomnibussen waren die Busanhänger, die je nach Fahrgastandrang an Omnibus-Motorwagen angehängt werden konnten, und die später aufgekommenen Gelenkbusse. Ab dem 1. Juli 1960 war in der Bundesrepublik Deutschland die Personenbeförderung in Anhängern untersagt, bis 1963 gab es eine Übergangszeit, in der alte Gespanne weiter eingesetzt werden konnten.

## Sattelzugomnibusse in der DDR

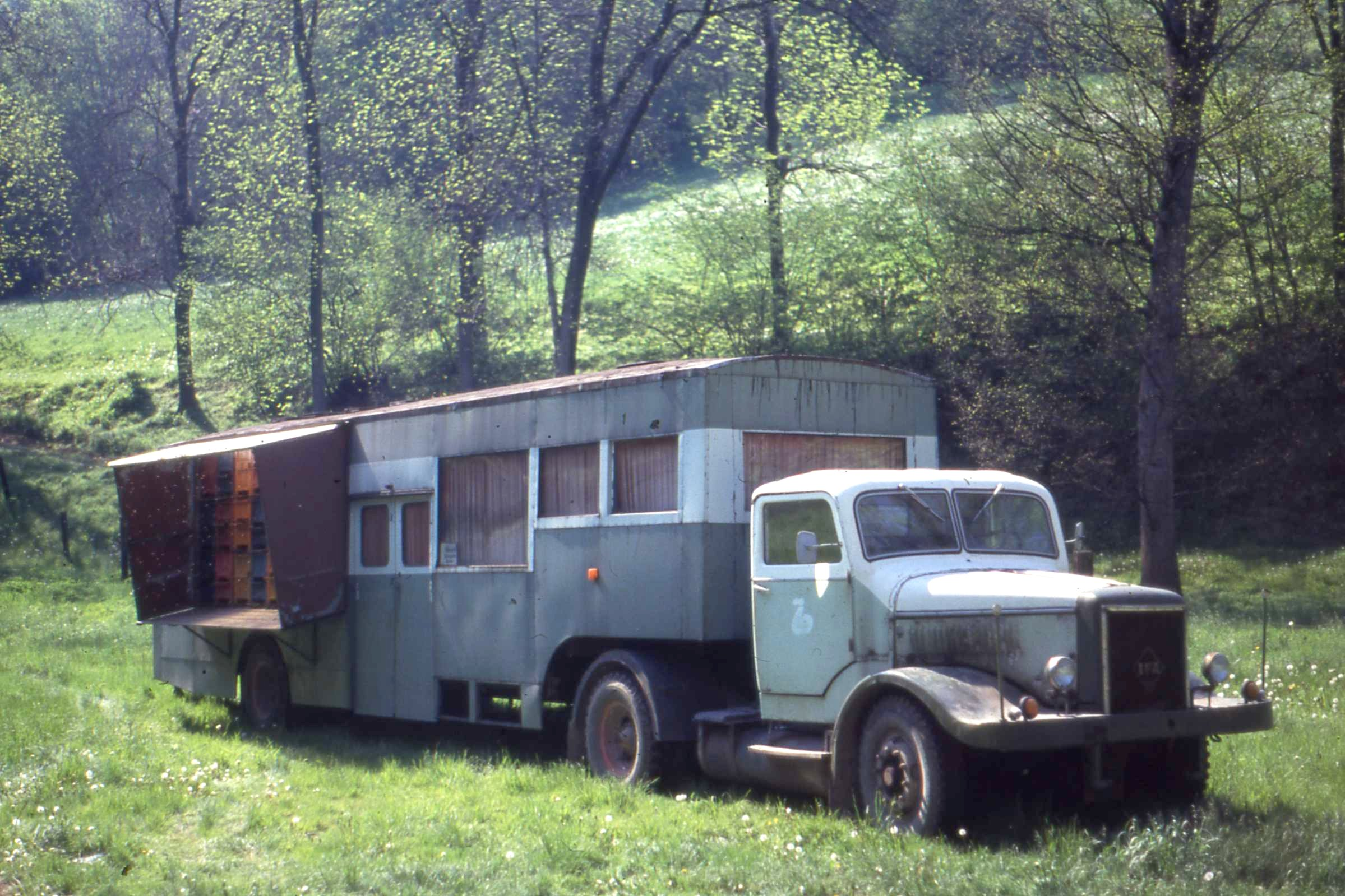
Crossley PT42 mit Auflieger von DAF, ehemals Werksverkehr VEB Chemische Werke Buna, umgebaut zum Bienenwagen, 2009

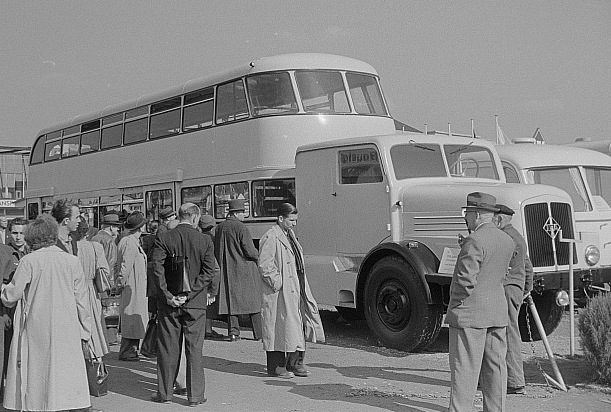
Auf der Leipziger Herbstmesse 1952 präsentierter Doppelstockauflieger mit Z6-Zugmaschine

Für den Werksverkehr der SDAG Wismut wurden Anfang der 1950er Jahre 30 gebrauchte Sattelzugomnibusse aus den Niederlanden beschafft. Dabei handelte es sich um die ab 1946 gebauten Sattelzugmaschinen PT42 von Crossley Motors mit den Aufliegern von DAF bzw. Werkspoor. Ende der 1950er Jahre waren die Fahrzeuge verschlissen. Die Auflieger wurden im Kraftfahrzeug-Reparatur-Betrieb (KRB) der Wismut neu aufgebaut und erhielten 52 Sitzplätze und 28 Stehplätze. Als Zugmaschinen kamen gebrauchte, vom IFA H6 abgeleitete Sattelschlepper Z6 zum Einsatz. Die Fahrzeuge waren noch bis Mitte der 1960er Jahre in verschiedenen Großbetrieben im Werksverkehr eingesetzt. Dabei wurden jedoch nicht alle 30 beschafften Busse umgerüstet, ein Teil blieb auch in der ursprünglichen Konfiguration im Einsatz. Bereits 1955 kamen einige dieser ehemals niederländischen Sattelzüge zu den Dresdner Verkehrsbetrieben, wo sie renoviert wurden sowie Schiebetüren hinten und in der Mitte erhielten. Die Zugmaschinen erhielten nach und nach Dieselmotoren, Getriebe und Achsen aus DDR-Produktion, ein Fahrzeug erhielt nach einem Unfall ein komplettes H6-Führerhaus. Hauptsächlich wurden diese Sattelzüge auf der Linie zum Industriegebiet Klotzsche eingesetzt. Etwa 1965 wurden diese besonderen Busse ausgemustert.
Aufbauend auf den 1938 gemachten Erfahrungen mit dem Doppeldeck-Sattelauflieger der Werdauer Schumann-Werke für Dresden erstellte der VEB Kraftfahrzeugwerk „Ernst Grube“ Werdau einen Doppelstock-Omnibus-Sattelauflieger, der ab 1953 in Ost-Berlin mit einem Sattelschlepper Z6 des IFA-Werks Horch Zwickau zum Einsatz kam. Diese Zugmaschine war mit einem 120 PS starken 6-Zylinder-Dieselmotor des Typs EM 6-20 ausgerüstet, der später auch im Do 56 Verwendung fand. Die Typenbezeichnung des Gespanns lautete DoSa. 1955 kam es zu einer Kleinserienlieferung von sieben weiteren Zugmaschinen und Aufliegern, diesmal wurden die Auflieger jedoch vom Waggonbau Ammendorf geliefert. Sie hatten eine Kapazität von 38 Sitzplätzen oben sowie 26 unten. An Stehplätzen waren oben 3 und unten 33 vorgesehen. Die Fahrzeuglänge betrug circa 15 Meter. Sie wurden hauptsächlich auf der Linie 27 (S-Bahnhof Kaulsdorf–Köpenick–Müggelheim) eingesetzt. Ein Fahrzeug wurde 1959 nach Moskau abgegeben. Die übrigen wurden in den 1960er Jahren als Pferdetransporter oder Umkleidekabinen genutzt bzw. verschrottet. Der Motor der Zugmaschine wurde bei dieser Aufliegerkapazität häufig als zu schwach angesehen. Mit dem gleichen Auflieger wurde 1955 auch ein Oberleitungs-Doppeldecker-Sattelzug in Dienst gestellt, dieser trug die Typenbezeichnung ES6. Da im RGW die Produktion von Bussen in Ungarn erfolgen sollte, war angedacht in der DDR weiterhin Sattelzugomnibusse zu bauen.

## Sattelzugomnibusse auf Kuba

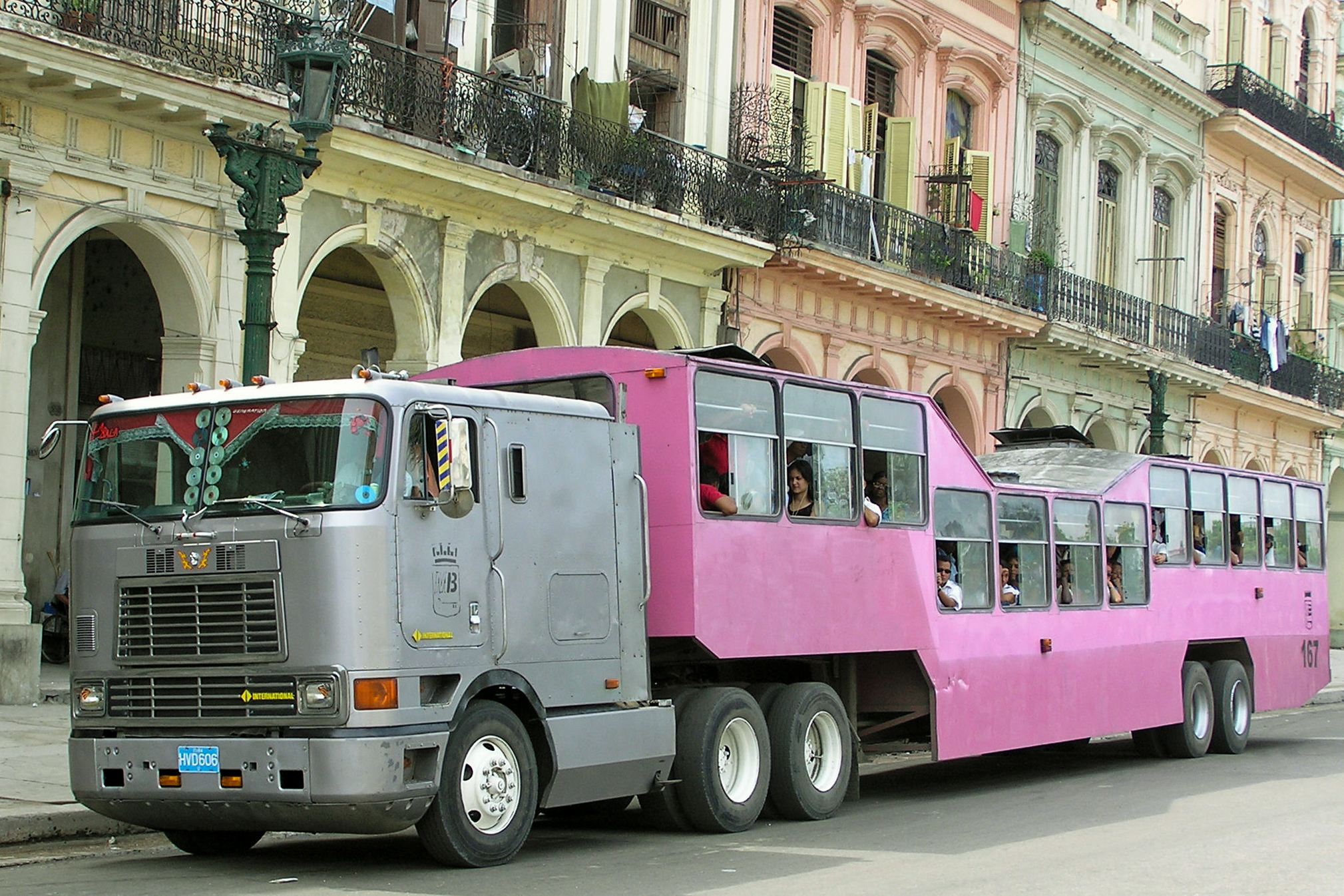
Ein Camello in Havanna, 2006

Bis in die 1980er Jahre erfolgte der städtische Busverkehr in Havanna überwiegend mit aus Großbritannien importierten Bussen der Marke Leyland. Aus der kubanischen Wirtschaftskrise resultierte jedoch ein Mangel an Devisen, der sich fortan auch im öffentlichen Personennahverkehr des Landes zeigte. Um dem Mangel an Bussen abzuhelfen, die teuer importiert werden mussten, wurden Sattelauflieger zum Personentransport in der Hauptstadt konstruiert. In der Regel wurden diese von US-amerikanischen Sattelzugmaschinen gezogen. 
Aufgrund der Form dieser Auflieger wird der Sattelzugomnibus in Havanna Camello (Spanisch für Kamel) genannt, obwohl man in der spanisch-sprechenden Karibik und den Kanarischen Inseln einen Omnibus sonst als Guagua bezeichnet. Der Name resultiert aus den „Höckern“ an beiden Enden der Auflieger. Ursprünglich als Provisorium geplant, gehörten die Camellos lange Jahre zum Stadtbild der Hauptstadt. Von Touristen gerne fotografiert, galten die Vehikel bei den „Habaneros“ eher als ein ungeliebtes Symbol der Mangelwirtschaft. Sie wurden als wenig komfortabel empfunden, waren unklimatisiert und meist überfüllt. Sie hatten 58 Sitzplätze, transportierten jedoch häufig bis zu 400 Personen. Ab dem Jahr 2005 wurden die Camellos dann nach und nach durch andere Busse ersetzt, meist vom chinesischen Hersteller Yutong. Vereinzelt sieht man sie aber auch heute noch in mehreren Provinzen. 
Parallel zu den Camellos baute man auf Kuba außerdem zahlreiche gebraucht erworbene konventionelle Omnibusse zu Sattelaufliegern um.

## Sattelzugomnibusse in Südafrika

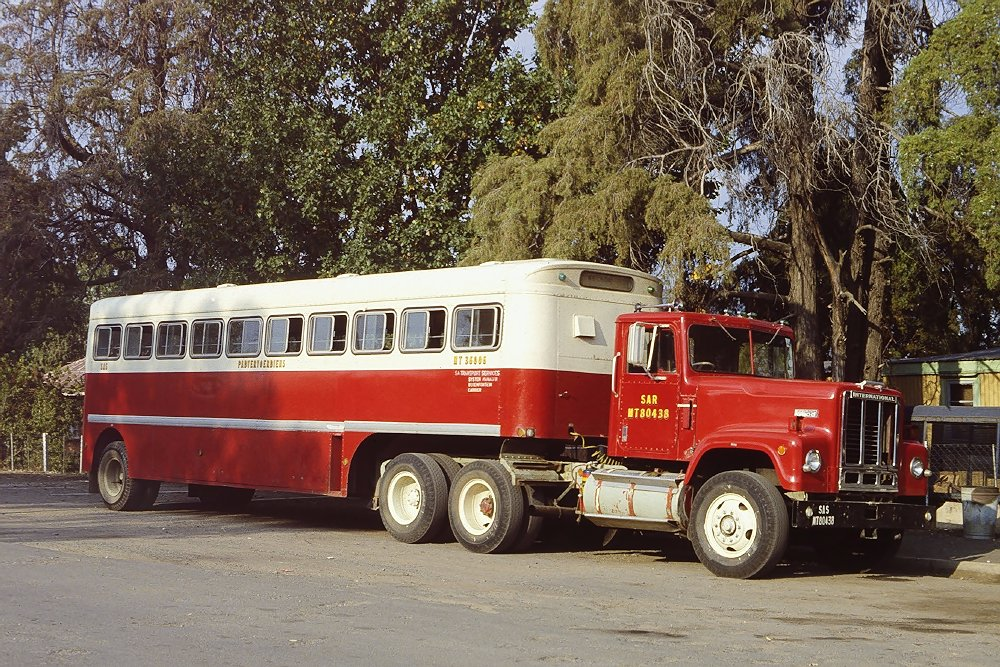
Sattelomnibus der SAR, Marke International, im südafrikanischen Ficksburg, 1985

Die südafrikanischen Staatsbahnen SAR unterhielten unter anderem zahlreiche Sattelomnibusse. Vor allem wurden Zugmaschinen von International und Oshkosh benutzt.

## Sattelzug-Schienenbusse
Eine weitere Besonderheit waren die fünf Borgward-Schienenbusse der Sylter Inselbahn, offiziell als Leichttriebwagen bezeichnet. Diese basierten ebenfalls auf dem Sattelschlepper-Prinzip. Ähnliche Fahrzeuge auf GMC-Basis waren außerdem bei der bolivianischen Staatsbahn Empresa Nacional de Ferrocarriles del Estado (ENFE) im Einsatz, wobei es sich bei den Aufliegern um ehemalige Trolleybusse aus Buenos Aires handelte.

## Stoll-Oberleitungsbusse

Ein Wagen der Haide-Bahn

Außer dem oben erwähnten DDR-Prototyp LOWA ES6 basierten auch die frühen Oberleitungsbusse nach dem System Stoll des Dresdner Konstrukteurs Carl Stoll (1846–1907) auf dem Sattelschlepperprinzip. Sie verfügten über eine zweiachsige Antriebseinheit, auf die ein einachsiger Nachläufer aufgesetzt wurde. Solche Fahrzeuge kamen zu Beginn des 20. Jahrhunderts bei der Dresdner Haide-Bahn, der Gleislosen Bahn Poprád–Ótátrafüred, der Gleislosen Bahn Hermannstadt und der Gleislosen Bahn Niederschöneweide–Johannisthal zum Einsatz. Das Prinzip bewährte sich jedoch nicht.